# Mundeok-myeon
Mundeok-myeon (koreanska: 문덕면) är en socken i Sydkorea. Den ligger i kommunen Boseong-gun i provinsen Södra Jeolla i den södra delen av landet, 290 km söder om huvudstaden Seoul.